# The Ink Spots
The Ink Spots (с англ. — «Чернильные пятна») — вокальная музыкальная группа из Индианаполиса, работающая в музыкальном жанре ду-воп и ритм-энд-блюз. The Ink Spots и коллектив «Mills Brothers», также являющийся афро-американской вокальной группой 1930-х и 1940-х, получили признание у белой публики.
Песни группы часто начинаются с гитарных аккордов I — #idim — ii7 — V7

## Ранние годы
Музыкальный коллектив The Ink Spots был образован в начале 1930-х годов в Индианаполисе. В его оригинальный состав входили:
- Орвилл «Хоппи» Джонс (англ. Orville «Hoppy» Jones; 17 февраля 1902, Чикаго, Иллинойс, США — 18 октября 1944, Нью-Йорк, США; бас);
- Айвори «Дик» Уотсон (англ. Ivory «Deek» Watson; 18 июля 1909, Маундс, Иллинойс — 4 ноября 1969, Вашингтон, округ Колумбия; тенор; гитара, труба);
- Джерри Данилс (англ. Jerry Daniels; 14 декабря 1915 — 7 ноября 1995, Индианаполис, Индиана; тенор; гитара, укулеле);
- Чарли Фукуа (англ. Charlie Fuqua; 20 октября 1910 — 21 декабря 1971, Нью-Хейвен, Коннектикут; баритон; гитара).

«Джерри и Чарли», Данилс и Фукуа сформировали вокальный дуэт в 1931 году, выступавший на территории Индианаполиса. В то время Джонс и Уотсон были участниками квартета «The Four Riff Brothers» (рус. Четыре брата Рифа), транслирующихся регулярно на радиостанции «WLW» в Цинциннати, штат Огайо. В 1933 году квартет был расформирован. Тройка его участников: Уотсон, Данилс и Фукуа создали собственную вокально-инструментальную группу, первоначально носившую имя «King, Jack, and Jester» («Король, валет, и шут»). Группа постоянно транслировалась по радио штата Огайо. После вступления Хоппи Джонса в группу в следующем году, коллектив стал полноценным квартетом.
В июле 1934 года группа получила предложение о сотрудничестве от Театра Аполлона (англ. Apollo Theater), расположенного в Нью-Йорке при поддержке Тина Брэдшоу, известного, как американский джазовый исполнитель и композитор. В те годы участники группы изменили своё имя на The Four Ink Spots (рус. Четыре чернильных пятна) по требованию руководителя джаз-оркестра Поля Вайтмана во избежание скандала с его вокальной группой «The King’s Jesters» (рус. Шуты короля). Позже, в том же году, The Ink Spots достигли международного успеха, совершив турне по Великобритании с оркестром Джека Хилтона. Британская музыкальная газета «Melody Maker» писала:

Сенсация программы — квартет The Four Ink Spots. Они поют в стиле подобном Mills Brothers и Three Keys, аккомпанируя себя на трех гитарах тенора и виолончели — который не наклонен, но выбран и хлопается как контрабас. Присущий им инстинкт для горячего ритма иллюстрируется потрясающим соло, красиво и изящно выраженным вокализмом. Они используют все виды ритмичного вокализма — прямое соло, согласованность, скат и инструментальные имитации. Музыканты добавляют элемент танца в заключении своего акта и ведущий гитарист играя одновременно манипулирует своим инструментом перед публикой.
The Ink Spots сделали записи для «Victor Records» в 1935 году, но несмотря на то, что популярность группы быстро росла, их ранние записи не были коммерчески успешны. В следующем году Данилс был заменен Биллом Кенниом (р. 12 июня 1914, Филадельфия, Штат Пенсильвания — ум. 23 марта 1978, Ванкувер, Британская Колумбия). В 1936 году, The Ink Spots появились в первых телевизионных программах телекомпании «NBC».
В течение последующих двух лет, популярность группы росла, благодаря транслируемым радиопередачам и концертным турам. После серии неудачных записей для «Victor Records» и «Decca Records», The Ink Spots сделали запись песни, вскоре ставшей хитом и одной из лучших работ за всю творческую карьеру — «If I Didn't Care» (песня, написанная Джеком Лоренсом, на «Decca Records», в 1939 году). The Ink Spots выпускали такие синглы для «Decca Records» как «Address Unknown»(Адрес неизвестен) (1939), «My Prayer» (Моя молитва) (1939), «When The Swallows Come Back To Capistrano» («Когда ласточки возвращаются к Капистрано») (1940), «Whispering Grass» (Шептание травы) (1940), «Do I Worry» (1940), «Java Jive» (1940), «Shout, Brother, Shout» (Кричи, Брат, Кричи) (1942), «Don’t Get Around Much Anymore» (1942), «I Can’t Stand Losing You» (Я не выдержу, потеряв тебя) (1943), «Into Each Life Some Rain Must Fall» (В каждую жизнь должно упасть немного дождя) / «I’m Making Believe» (Я верить хочу), «Cow-Cow Boogie» (1944 — в сотрудничестве с Эллой Фицджеральд) и «The Gypsy» («Цыганка») (1946). Многие из ранних записей, сделанных в начале творческой карьеры группы, занимали #1 в американских поп-чартах. Популярная песня «The Gypsy» в их исполнении стала одной из самых успешных записей группы, сделанной в ранние годы, и занимающей #1 в течение 13 недель в американских поп-чартах.

## Состав
Чарли Фукуа был призван в армию в 1943 году, и вскоре заменён Берни Маккеем. Хоппи Джонс, особо важный участник для творчества группы, умер в конце 1944 года, на пике своей популярности. После смерти Джонса, вражда между Биллом Кенни и Диком Уотсон привела к фрагментации группы в 1945 году, когда, в итоге, Уотсон сформировал собственную группу с именем The Brown Dots (англ. Коричневые точки) (позже названная The Four Tunes (с англ. — «четыре мелодии»). Руководитель группы The Ink Spots сформировал две новые группы в 1950-х и 1960-х. Его место было взято в оригинальном составе группы Билли Брауном, и Джонсом Клиффом Дживенсом (кто был заменен после короткого времени Хербом Кенниом, братом Билла). К этому времени Маккей был заменен Хью Лонгом.
Чарли Фукуа был освобожден от обязательств в 1945 году и возвратился к группе, заменяя Хью Лонга. Этот состав сделал записи песен в начале 1950-х, в то время, когда Херб Кенни был заменен Адрил Макдональдом. В следующем году Браун был заменен Тэдди Уильямсом. Эрни Браун заменял Уильямса в течение короткого времени. К этому времени, Чарли Фукуа покинул  группу, и вскоре был заменен Джимми Каннэди, а затем Эвереттом Барксдэйлом. Имя Чарли Фукуа и его общественная деятельность определяет известность группы в будущем.
Приблизительно в 1954, Браун и Барксдэйл создают собственную группу, в которую входят: Билл Кенни, Адрил Макдоналд, а также новый её участник — Генри Брасвелл. В скором времени происходит раскол группы. Брасвелл не совершает концертные турне ни с какими группами «Ink Spots»: Билл Кенни — соло, музыканты — Эверетт Барксдэйл, Гарри Пратэр, и Эндрю Мэйя. Их концертное турне называлось «Bill Kenny and his Ink Spots» (с англ. — «Билл Кенни и его Ink Spots») до 1953 года. Билл Кенни выступал с The Ink Spots под руководством Джо Боатнера летом 1962 года. Пианистом группы являлся Флечер Смит, позже заменивший Орландо Роберсона.
Единственная связь с оригинальной группой связана с именем Адрила Макдоналда. Он продолжал совершать концертные турне с новой группой, в которую входили: Хью Лонг, Уолтер Спринджер, и Орландо Роберсон. Генри Бакстер позже заменил Спринджер. В конце 1950-х. Макдоналд и Де Коста стали единственными музыкантами, позже работающие с группой в 1960-х. Боб Уильямс заменял Бэйли, Джимми Маклин заменил Бакстера. Позже оба отсутствовали, и Уильям «Фости» Пайлс. Позже, эти музыканты были заменены Ричардом Ланхамом (ещё позже — Грант Кичлингс) и Матт Маккинни.
Состав группы в период работы на «Victor Records» и «Decca Records» включал музыкантов: Джерри Данилс, Билл Кенни, Дик Уотсон, Чарли Фукуа, Хоппи Джонс, Берни Маккей, Хью Лонг, Клифф Дживенс, Билли Бауэн, Херб Кенни, Эдрил Макдоналд, Эрни Браун, Тэдди Уильямс, Джимми Каннэди, Боб Бенсон, Аса «Эйс» Харрис, Билл Догджетт, Рей Туния, Гарольд Фрэнсис, Флечер Смит, Генри Брасвелл, и Эверетт Барксдэйл. Известно, что они — единственные певцы и аккомпаниаторы, которые действительно могут быть названы «оригинальными» членами группы The Ink Spots (участники, работающие в группе в период, когда были сделаны записи для «Victor Records» и «Decca Records»). Некоторые певцы были связаны с Диком Уотсоном или являлись участниками группы Чарли Фукуа. Последний живущий участник группы при «Decca Records», — Хью Лонг, — умер в июне 2009 года в возрасте 105 лет.
О The Ink Spots была издана книга, написанная Марв Голдберг в 1998 году — «Больше чем можно сказать: The Ink Spots и их музыка» («More Than Words Can Say: The Ink Spots And Their Music»). Группа была официально призвана в Зал славы вокальных групп в 1999, а также в Зал славы рок-н-ролла в 1989 году. Индукция включала оригинальный состав группы, в который входили: Билл Кенни, Чарли Фукуа, Дик Уотсон, и Хоппи Джонс.

## В популярной культуре
- «If I Didn’t Care» стала саундтреком к известным фильмам «Дни радио» и «Побег из Шоушенка». Английский кинорежиссёр и продюсер Ридли Скотт намеревался использовать её в культовом фильме 1982 года — «Бегущий по лезвию» в сцене, где Декард покупает алкоголь на уличном рынке. Режиссёр не смог получить необходимые документы для использования песни в фильме. Вместо этого он заключил договор с композитором, работающем в жанре электронной музыки — Вангелис написать новую песню в том же самом стиле. Песня, написанная композитором была названа — «One More Kiss, Dear» (с англ. — «Ещё один поцелуй, дорогой»), который имеет почти идентичный стиль, включая разговорную секцию. Песня исполнена в той же самой манере, как оригинал. (Ридли Скотт предварительно использовал оригинал песни The Ink Spots — «I Don’t Want to Set the World on Fire» в его телевизионном шоу 1979 года — Шанель Номер 5, сделав телевизионное объявление, названное Share the Fantasy (с англ. — «Доля Фантазии»). Песня также часто исполняется Фредом Санфордом на телешоу 70-х — «Санфорд и Сын». Также песня «If I Didn’t Care» появляется в игре BioShock.
- The Ink Spots стали олицетворением группы The Modernaires на телевизионном шоу «Juke Box Saturday Night» с Оркестром Гленна Миллера. Впоследствии этого, был начат судебный процесс от издателей шоу. Миллер являлся владельцем The Modernaires и считал, что исполнение оригинальную версии песни, названную «If I Didn’t Care» не является законным основанием. «Juke Box Saturday Night» (с англ. — «Музыкальный автомат субботней ночью») с олицетворением The Ink Spots, стала последней песней, исполненной с оркестром Гленна Миллера на её последней радиопередаче прежде, чем была расформирована, и Миллер вошёл в Армейский воздушный корпус в 1942 году.
- Разные композиции The Ink Spots приобрели культовый статус в среде поклонников серии компьютерных ролевых игр Fallout. Песня «Maybe», использованная в 1997 году в качестве вступительной музыкальной темы к первой части игры, как нельзя лучше отразила декаданс постапокалиптического игрового мира. В сиквеле планировалось использовать «I Don’t Want to Set the World on Fire», но разработчикам не удалось получить лицензию на использование песни. Композиция все же появилась в серии в 2008 году, во вступительном ролике Fallout 3, а также звучала на волне внутриигрового радио «Новости Галактики» вместе с другой песней группы, «Into Each Life Some Rain Must Fall». Песня «It’s a Sin to Tell a Lie» вошла в саундтрек следующей части игры, Fallout: New Vegas, а в 2015 году композиция «It’s All Over But the Crying», по аналогии с предшественницами, открыла первый трейлер Fallout 4.
- Песни «Do I Worry», и «Into Each Life Some Rain Must Fall» (с Эллой Фицджеральд), были использованы в ряде телевизионных программ Би-би-си «Поющий Детектив» (англ. The Singing Detective). Она также появилась в картине Мартина Скорсезе — «Авиатор» и его саундтреком.
- Песня «I Don’t Want to Set the World on Fire», была использована в начале песни группы «Megadeth» — «Set the World Afire» 1988 года в альбоме «So Far, so Good... So What!». Песня также встречается в эпизоде мультсериала «Симпсоны» «Treehouse of Horror XVII», в компьютерной ролевой игре — Fallout 3 в качестве одной из песен, проигрываемой по радио. Песня является саундтреком к фильму 1993 года — «Почище напалма», также к телешоу — «Шанель номер 5» 1983 года. Песня также стала саундтреком к комедийному фильму 1949 года — «Паспорт в Пимлико», в сцене когда помощник торговца рыбой, роль которого сыграл Джейн Хилтон, исполняет песню наедине с собой в начале фильма, а позже громко, аккомпанируя на фортепиано в пабе, в то время как некоторые из других героев фильма танцуют под исполняемую музыку. Песня прозвучала в сериале «Герои» (3 сезон, 14 серия), а также в сериале «Сосны» (2 сезон, 1 серия).

## Видеофрагменты
1. The Gypsy Видео на YouTube
2. It's Only A Shanty in Old Shanty Town Видео на YouTube
3. Shout Brother Shout Видеозапись из фильма «Прости, мой Саронг», выступление Дика Уотсона на трубе